# Салонин
Публий Лициний Корнелий Салонин Валериан (Publius Licinius Cornelius Saloninus Valerianus), по младия син на Галиен и Салонина, след смъртта на брат си бил удостоен с ранг цезар. През 259 баща му го издигнал в август, но много скоро след това бил заловен и осъден на смърт от Постум, командира на Рейнските легиони, който обявил независимостта на Галската империя.
| Римски императори      |                                                      |                    |
| Валериан I (253 – 260) | Салонин (255 – 259) Съимператор с Галиен (253 – 268) | Постум (259 – 268) |
| Римска империя         |                                                      |                    |